# Everyday Life
Everyday Life (englisch für „Alltag“) ist das achte Studioalbum der britischen Rockband Coldplay, das im November 2019 erschien.

## Entstehung und Veröffentlichung
Die Erstveröffentlichung von Everyday Life erfolgte am 22. November 2019 bei Parlophone. Das Album erschien in seiner Originalausführung als CD (Katalognummer: 19029533783) und LP (Katalognummer: 9029535548) sowie zum Download und Streaming (Katalognummer: 190295323929) mit 16 Titeln. Die erste Albumhälfte trägt den Titel „Sunrise“ (englisch für „Sonnenausfgang“), während die andere Hälfte als „Sunset“ (englisch für „Sonnenuntergang“) betitelt wurde.
Geschrieben wurden alle Lieder gemeinsam von den Coldplay-Mitgliedern Guy Berryman, Jonny Buckland, Will Champion und Chris Martin. Bei vier Liedern wurde die Band beim Schreibprozess von Koautoren unterstützt. Die Produktion aller Lieder erfolgte durch das Produzenten-Trio Dream Team (bestehend aus Daniel Green, Bill Rahko und Rik Simpson). Einige Stücke von Everyday Life haben ihre Wurzeln im Jahr 2009, wie Produzent Green erklärt: „Wir haben mit diesem Album kurz vor Mylo Xyloto im Jahr 2009 begonnen. Es gab Lieder, die seither entstanden sind und einfach nicht auf andere Alben passten. Die Single Arabesque war eine davon“. Simpson erklärte, dass sich der Aufnahmestil dieses Albums von dem früherer Platten unterscheide, weil drei Mitglieder der Band in Großbritannien lebten, während Leadsänger Chris Martin in den Vereinigten Staaten wohnte. Die Band hoffte, irgendwo hinreisen zu können, um die globalen Klänge von Everyday Life zu inspirieren; und nicht auf ein einziges Studio beschränkt zu sein. Daher entwickelte Green ein mobiles Studio, das von den Jam-Sessions während ihrer letzten Welttournee inspiriert wurde und an verschiedenen internationalen Orten aufgebaut werden kann. Dazu gehören unter anderem: Villa Tombolino in der Toskana, die Woodshed-Studios in Los Angeles, The Bakery und Beehive Studios in London und ein Studio in Johannesburg. Die Reisen rund um den Globus spiegeln sich in der experimentellen Mischung von Genre-Einflüssen auf dem Album wider, darunter Klassik, Afrobeat, Jazz Fusion usw.

## Inhalt und Stil
Das Lied Trouble in Town enthält ein Sample eines Vorfalls aus dem Jahr 2013, bei dem ein Mann von einem Polizeibeamten aus Philadelphia rassistisch motiviert beschimpft und belästigt wurde. Es ist auch der erste Coldplay-Titel, in dem Profanität vorkommt (obwohl es der Polizist in der Tonaufnahme ist, der Profanität benutzt, und nicht der Text des Tracks), zusammen mit „Arabesque“ und „Guns“ (die beide Profanität in ihrem eigentlichen Text enthalten).

## Titelliste
| Nr. | Titel                | Autor(en)                                                                | Produzent(en)                                          | Länge |
| --- | -------------------- | ------------------------------------------------------------------------ | ------------------------------------------------------ | ----- |
| 1.  | Sunrise              | Coldplay • Davide Rossi                                                  | Rossi                                                  | 2:31  |
| 2.  | Church               | Coldplay • Amjad Sabri • Rossi • Stargate • Jacob Collier • Norah Shaqur | Simpson • Green Rahko • Angel Lopez • Federico Vindver | 3:50  |
| 3.  | Trouble in Town      |                                                                          |                                                        | 4:38  |
| 4.  | Broken               |                                                                          |                                                        | 2:30  |
| 5.  | Daddy                |                                                                          |                                                        | 4:58  |
| 6.  | WOTW / POTP          |                                                                          |                                                        | 1:16  |
| 7.  | Arabesque            | Coldplay • Drew Goddard • Femi Kuti • Paul Van Haver                     |                                                        | 5:40  |
| 8.  | When I Need a Friend |                                                                          | Simpson • Green • Rahko • John Metcalfe                | 2:35  |

| Nr.          | Titel                 | Autor(en)                                                  |                                                        | Länge |
| ------------ | --------------------- | ---------------------------------------------------------- | ------------------------------------------------------ | ----- |
| 1.           | Guns                  |                                                            |                                                        | 1:55  |
| 2.           | Orphans               | Coldplay • Moses Martin                                    | Simpson • Green • Rahko • Max Martin • Lopez • Vindver | 3:17  |
| 3.           | Èkó                   |                                                            |                                                        | 2:37  |
| 4.           | Cry Cry Cry           |                                                            |                                                        | 2:47  |
| 5.           | Old Friends           |                                                            |                                                        | 2:26  |
| 6.           | بنی آدم               | Coldplay • Alice Coltrane • Harcourt Whyte • Saadi Shirazi |                                                        | 3:14  |
| 7.           | Champion of the World | Coldplay • Andy Monaghan • Scott Hutchison • Simon Liddell | Simpson • Green • Rahko • Max Martin • Lopez • Vindver | 4:17  |
| 8.           | Everyday Life         | Coldplay • John Metcalfe                                   | Simpson • Green • Rahko • Lopez • Vindver              | 4:18  |
| Gesamtlänge: | Gesamtlänge:          | Gesamtlänge:                                               | Gesamtlänge:                                           | 53:36 |

## Singleauskopplungen
| Jahr | Titel               | Höchstplatzierung, Gesamtwochen, AuszeichnungChartplatzierungen (Jahr, Titel, , Platzierungen, Wochen, Auszeichnungen, Anmerkungen) | Höchstplatzierung, Gesamtwochen, AuszeichnungChartplatzierungen (Jahr, Titel, , Platzierungen, Wochen, Auszeichnungen, Anmerkungen) | Höchstplatzierung, Gesamtwochen, AuszeichnungChartplatzierungen (Jahr, Titel, , Platzierungen, Wochen, Auszeichnungen, Anmerkungen) | Anmerkungen                                                |
| Jahr | Titel               | DE | CH | UK | Anmerkungen                                                |
| --- | ------------------- | --- | --- | --- | ---------------------------------------------------------- |
| 2019 | Orphans / Arabesque | DE94 (1 Wo.)DE | CH25 (6 Wo.)CH | UK27 Gold · (11 Wo.)UK | Erstveröffentlichung: 4. November 2019 Verkäufe: + 655.000 |
| Folgende Lieder erschienen nicht als Single, wurden aber durch das Album zum Download und Streaming bereitgestellt und konnten somit eine Platzierung erlangen: |                     | | | |                                                            |
| |                     | | | |                                                            |
| 2019 | Church              | — | — | UK94 (1 Wo.)UK | Charteinstieg: 29. November 2019                           |

## Rezensionen
Bei Metacritic hat das Album eine durchschnittliche Punktzahl von 73 auf der Grundlage von 26 Kritiken, was auf „allgemein positive Kritiken“ hindeutet und das zweitbestbewertete Album der Band auf der Website hinter A Rush of Blood to the Head (August 2002) ist.

## Kommerzieller Erfolg

### Chartplatzierungen
Everyday Life stieg mit 80.974 verkauften Einheiten auf Platz eins der britischen Albumcharts ein und ist damit das achte Studioalbum von Coldplay in Folge, dem dies gelingt; und das drittschnellst verkaufte Album des Jahres hinter Ed Sheerans No. 6 Collaborations Project und Lewis Capaldis Divinely Uninspired to a Hellish Extent. Darüber hinaus avancierte es auch zum Nummer-eins-Erfolg in Australien, Belgien, Frankreich, den Niederlanden, Norwegen und der Schweiz.
In den Vereinigten Staaten debütierte das Album mit 48.000 äquivalenten Einheiten, darunter 36.000 reine Albumverkäufe, auf Rang sieben, was zugleich auch die beste Platzierung des Albums war.
| ChartsChartplatzierungen       | Höchstplatzierung | Wochen |
| ------------------------------ | ----------------- | ------ |
| Deutschland (GfK)              | 4 (14 Wo.)        | 14     |
| Österreich (Ö3)                | 5 (11 Wo.)        | 11     |
| Schweiz (IFPI)                 | 1 (30 Wo.)        | 30     |
| Vereinigte Staaten (Billboard) | 7 (6 Wo.)         | 6      |
| Vereinigtes Königreich (OCC)   | 1 (16 Wo.)        | 16     |

| ChartsJahrescharts (2019)    | Platzierung |
| ---------------------------- | ----------- |
| Deutschland (GfK)            | 74          |
| Österreich (Ö3)              | 69          |
| Schweiz (IFPI)               | 20          |
| Vereinigtes Königreich (OCC) | 14          |

| ChartsJahrescharts (2020) | Platzierung |
| ------------------------- | ----------- |
| Deutschland (GfK)         | 73          |
| Schweiz (IFPI)            | 21          |

### Auszeichnungen für Musikverkäufe
| Land/Region                  | Auszeichnungen für Musikverkäufe (Land/Region, Auszeichnung, Verkäufe) | Verkäufe |
| ---------------------------- | ---------------------------------------------------------------------- | -------- |
| Frankreich (SNEP)            | Platin                                                                 | 100.000  |
| Italien (FIMI)               | Platin                                                                 | 50.000   |
| Neuseeland (RMNZ)            | Gold                                                                   | 7.500    |
| Niederlande (NVPI)           | Gold                                                                   | 20.000   |
| Polen (ZPAV)                 | Gold                                                                   | 10.000   |
| Spanien (Promusicae)         | Gold                                                                   | 20.000   |
| Vereinigtes Königreich (BPI) | Platin                                                                 | 300.000  |
| Insgesamt                    | 4× Gold · 3× Platin ·                                                  | 507.500  |

Hauptartikel: Coldplay/Auszeichnungen für Musikverkäufe